# 魔法★吞下去
「OMAJINAI★ペロリ」（魔法★吞下去）是日本流行電音組合Perfume在廣島演藝學校時期，以ぱふゅ～む名義推出的第一張單曲。於2002年3月21日發行。唱片公司為もみじレーベル。

## 解説
- Perfume CD出道第一张作品。
- 單曲製作人和作曲是樂隊BAKUFU-SLUMP的成員パッパラー河合，在廣島內限定發售。
- 填詞的是曾為小泉今日子填詞的田中花乃。

## 收錄曲
| 曲序     | 曲目                                | 时长 |
| -------- | ----------------------------------- | ---- |
| 1.       | OMAJINAI★ペロリ                     | 4:12 |
| 2.       | OMAJINAI★ペロリ(オリジナルカラオケ) | 4:12 |
| 总时长： | 总时长：                            | 8:24 |